# Oncocercoză
Oncocercoza, cunoscută, de asemenea, și sub numele de cecitatea râurilor sau Boala lui Robles, este o boală cauzată de infecția cu viermele parazitar Onchocerca volvulus. Simptomele includ mâncărimi severe, cucuie sub piele și orbire. Este a doua cea mai comună cauză de orbire datorită infecției , după trahoma.

## Cauze și diagnostic
Viermele parazitar se răspândește prin înțepătura unei muște negre de tip Simulium. De obicei sunt necesare mai multe înțepăuri înainte de a avea loc infecția. Aceste muște trăiesc în apropiere de râuri, așadar numele bolii. Odată ce a intrat în persoană, viermele creează larva care se duce sub piele. De aici se poate infecta următoarea muscă neagră care înțeapă persoana. Exită mai multe metode prin care se poate face diagnosticarea, inclusiv: plasarea uneibiopsii a pielii în soluție salina normală și prin urmărirea larvei care iese la suprafața, urmărind vizual larva, și căutând în umflăturile de sub piele viermii adulți.

## Prevenire și tratament
Un vaccin împotriva bolii nu există. Prevenirea se face prin evitarea înțepăturile de muște. Acest lucru înseamnă utilizarea de insecticide și haine corespunzătoare. Alte metode includ scăderea populației de muște prin utilizarea spray-urilor cu insecticide. Într-un număr de zone din lume se desfășoară efortul de a eradica boala tratând grupuri întregi de persoane de două ori pe an. Tratamentul celor infectați se face cu medicamentul ivermectină la fiecare 6-12 luni. Acest tratament ucide larva dar nu și viermii adulți. Medicamentul doxiciclină, care ucide o bacterie asociată numită Wolbachia, pare să slăbească viermele și este și acesta recomandat de unii specialiști. Se pot elimina și umflăturile de sub piele prin chirurgie.

## Epidemiologie
Aproximativ între 17 și 25 de milioane de persoane sunt infectate cu boala cecitatea râurilor și aproximativ 0,8 milioane au pierdere de vedere într-un fel sau altul. Majoritatea infecțiilor se întâmplă în Africa Subsahariană, cu toate că s-au raportat cazuri în Yemen și zone izolate din Centrală și America de Sud. În 1915, doctorul Rodolfo Robles a fost primul care a descoperit legătura între vierme și boala de ochi. Este numită de Organizația Mondială a Sănătății ca boală tropicală neglijată.